# 森佐一
森 佐一（1950年12月 - ）は造形作家。

## 略歴
東京都出身。日本大学芸術学部美術学科卒業。
- 1969年 - 1970年 第三文明展 入選
- 1975年 椿近代画廊三人展
- 1979年 - 2002年（株）日本造形入社。制作部長として、壁画、レリーフ、モニュメント、橋、等200ケ所に及ぶデザイン、制作を手掛ける。
- 2003年 - 森制作（ARTS MORI）代表 巨大フィギュア制作、壁画、レリーフ、モニュメント制作を手掛ける。

## 代表作品
- 田無工業高校 （エントランスホールレリーフ）
- 立川高校  （体育館外壁レリーフ）
- 札幌市厚別北小学校（陶板）
- 熱海市綱代小学校   （外壁レリーフ）
- 所沢小学校  （外壁コンクリート）
- 南部中学校  （校門コンクリートレリーフ）
- 熱海カンポの宿（アトリューム、石、金属、レリーフ）
- 東名高速道新都夫良野トンネル  （坑口レリーフ）
- 宮ノ下トンネル（長野）      （坑口レリーフ）
- 塩山ふれあいの森総合公園歩道橋（レリーフ）